# انریکه کاسرس
انریکه کاسرس (اسپانیایی: Enrique Cáceres‎؛ زادهٔ ۲۰ مارس ۱۹۷۴) داور بازنشسته فوتبال اهل پاراگوئه است.
وی از سال ۲۰۰۹ در لیگ دسته اول فوتبال پاراگوئه و از سال ۲۰۱۰ در مسابقات بین‌المللی قضاوت میکند.
وی داور بازی ایران و پرتغال در جام جهانی ۲۰۱۸ بود.